# Orkan av Kap Verde-typ

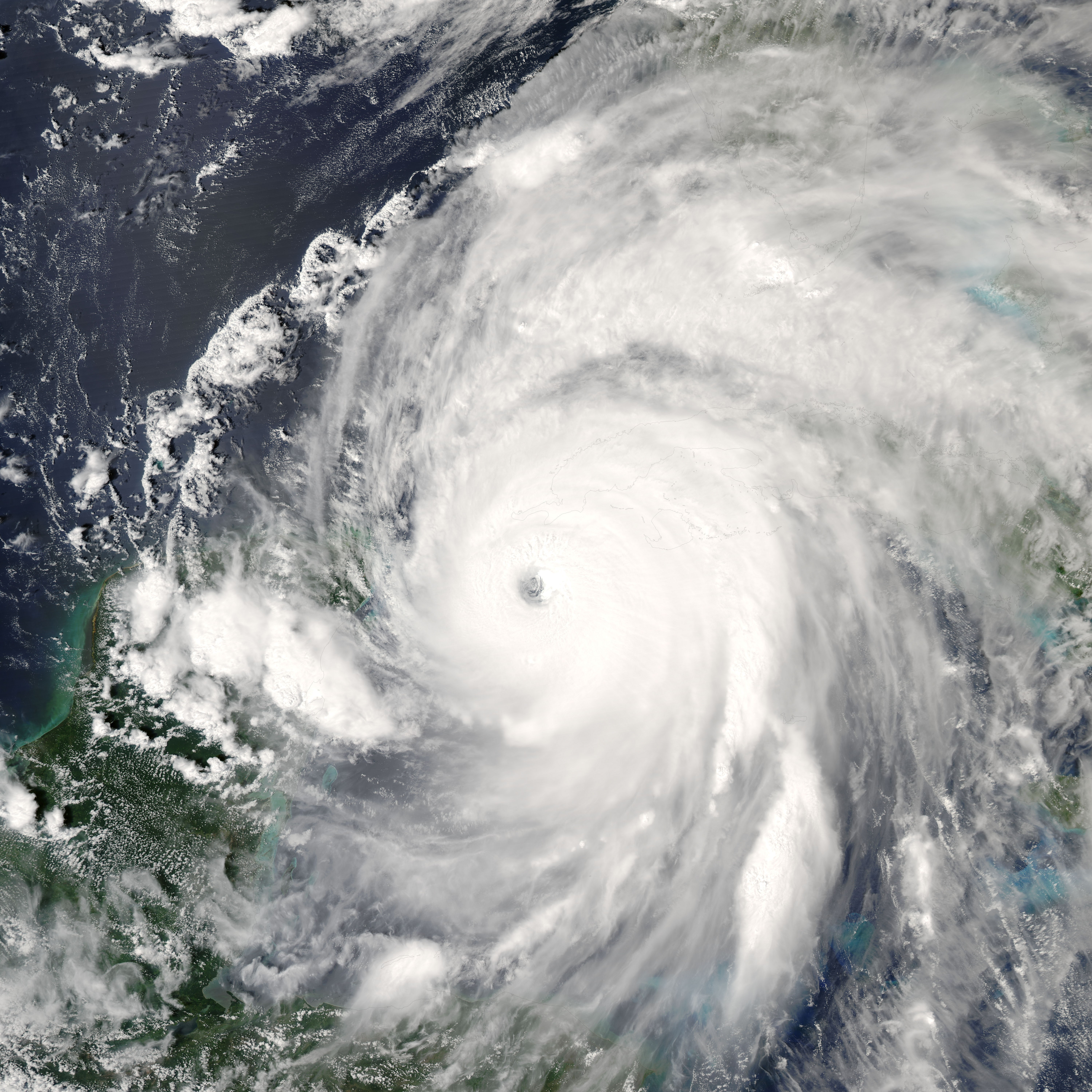
Orkanen Ivan, en kategori 5-orkan av Kap Verde-typ.

En orkan av Kap Verde-typ är en atlantisk orkan som utvecklas nära Kap Verdeöarna, utanför Afrikas västkust. En genomsnittlig orkansäsong har omkring två Kap Verde-orkaner, vilka vanligtvis är säsongens kraftigaste stormar eftersom de ofta har varmt öppet vatten att utvecklas över innan de närmar sig land.
Kap Verde-orkaner bildas vanligtvis ifrån tropiska vågor vilka bildas i den afrikanska savannen under regnperioden, och sedan rör sig till den afrikanska stäppen. Systemen rör sig ofta ut från Afrikas västkust och blir tropiska stormar nära Kap Verdeöarna, vanligtvis i augusti och september.